# 猞猁
猞猁又叫林㹭，其他别名还有猞猁狲、欧亚猞猁、山猫等。是一种产于亞歐大陸温带和亚寒带森林的中型猫科动物。

## 词源
汉语“猞猁狲”一词是对蒙古语“silügüsü”的音译，该词至迟已在明代出现，后简化为“猞猁”；古汉语中还有失利（孙）、沙鲁思等异名。

## 形态
猞猁外形似猫，但比猫大得多，是欧洲和西伯利亚大部（外兴安岭-萨彦岭以北）现存最大的猫科动物，在猫亚科中体型仅次于美洲狮、猎豹，位列第三，属于中型的猛兽。体重15-30公斤，体长80-130公分，尾长16 -23公分。身体粗壮，四肢较长，尾极短粗，尾尖呈钝圆。耳基宽。耳尖具黑色耸立簇毛，两颊有下垂的长毛，腹毛也很长。脊背的颜色较深，呈红棕色，中部毛色深；腹部淡呈黄白色；眼周毛色发白，两颊具有2-3列明显的棕黑色纵纹。
背部的毛发最厚，身上或深或浅点缀着深色斑点或者小条纹。这些斑点有利于它的隐蔽和觅食。背部的毛色变异较大，有乳灰、棕褐、土黄褐、灰草黄褐及浅灰褐等多种色型。有些部位的色调是比较恒定的，如上唇暗褐色或黑色，下唇污白色至暗褐色，颌两侧各有一块褐黑色斑，尾端一般纯黑色或褐色，四肢前面、外侧均具斑纹，胸、腹为一致的污白色或乳白色。其冬毛长而密，冬季，大爪子上包被着长而密的毛茸茸的兽毛，在厚厚的积雪移动，相当于提供了雪靴的效果。
两只直立的耳朵的尖端都生长着耸立的长长的深色丛毛，长达4-5公分，其中还夹杂着几根白毛，很象戏剧中武将头盔上的翎子，为其增添了几分威严的气势。耳壳和笔毛能够随时迎向声源方向运动，有收集音波的作用，如果失去笔毛就会影响它的听力。
猞猁的两性特征区别不大，仅在身材和体重上有所表现：雄性猞猁比雌性猞猁身材稍微大一点，体重也稍微重一点（1-2公斤）。

## 习性
猞猁为喜寒动物，基本上属于北温带寒冷地区的产物，即使在北纬30度以南，也是栖居在寒冷的高山地带，是亚欧大陆分布得最北的一种猫科动物。栖息生境极富多样性，从亚寒带针叶林、寒温带针阔混交林至高寒草甸、高寒草原、高寒灌丛草原及高寒荒漠与半荒漠等各种环境均有其足迹。它们的栖居高度可由海拔数百公尺的平原而到5000公尺左右的高原。生活在森林灌丛地带，密林及山岩上较常见，栖居于岩洞、石缝之中。
猞猁是一种离群独居、孤身活跃在广阔空间里的野生动物，是无固定窝巢的夜间猎手。白天，它可躺在岩石上晒太阳，或者为了避风雨，静静地躲在大树下。它既可以在数公顷的地域里孤身蛰居几天不动，也可以连续跑出十几公里而不停歇。擅于攀爬及游泳，耐饥性强。可在一处静卧几日，不畏严寒，喜欢捕杀狍子等中大型兽类。晨昏活动频繁，活动范围视食物丰富程度而定，有占区行为和固定的排泄地点。
猞猁的性情狡猾而又谨慎，遇到危险时会迅速逃到树上躲蔽起来，有时还会躺倒在地來装死躲过敌人的攻击和伤害。在自然界中狼是猞猁的天敌，遭遇到狼群也会被紧紧追赶、包围而丧命，一般都难以逃脱。就連虎、豹、雪豹、熊等大型猛兽也是猞猁的天敌，如果夜行性，活动隐蔽，听、视觉发达也会游泳。
猞猁的主要食物是雪兔等各种野兔，所以在很多地方猞猁的种群数量也会随着野兔数量的增减而上下波动，大致上每间隔9-10年出现一个高峰。除了野兔外，它猎食的对象还有很多，包括各种松鼠、野鼠、旅鼠、旱獭和雷鸟、鹌鹑、野鸽和雉类等各种鸟类，有时也会袭击麝、狍子和鹿的幼崽，以及猪崽、小羊等家畜。中国大兴安岭的猞猁在冬季捕获猎物后，会将吃剩的肉埋在积雪下“冷藏”，待饥饿时取食。野兔占了它们饮食的大多数，每天要消耗1-2.5公斤的肉。在狩猎区，猞猁可以控制野兔的数量，每年它们可以杀死当地10%到40 %的野兔种群。啮齿野兔的密度高度依赖于猞猁的密度。
在捕捉猎物时，常借助于草丛、灌丛、石头、大树等做掩体，埋伏在猎物经常路过的地方等候着，两眼警惕地注视着四周的动静。它的忍耐性极好，能在一个地方静静地卧上几个昼夜，待猎物走近时，才出其不意地冲出来，捕获猎物。如果一跃捕空，突击没有成功，使猎物溜走了，也不会穷追猎物，而是再回到原处，耐心地等待下一次机会。有时它也悄悄地漫游，看到猎物正在专心致志地取食，便蹑手蹑脚地潜近，再潜近，冷不防地猛扑过去，使猎物莫名其妙地束手就擒。猞猁也善于游泳，但不轻易下水。它还是个出色的攀缘能手，爬树的本领也很高，甚至可以从一棵树纵跳到另一棵树上，所以能捕食树上的鸟类，尤其是在夜间，当林中一片寂静、栖居在树上的鸟类都进入了梦乡的时候，便伸出利爪得心应手地猎取食物。

## 保护现状

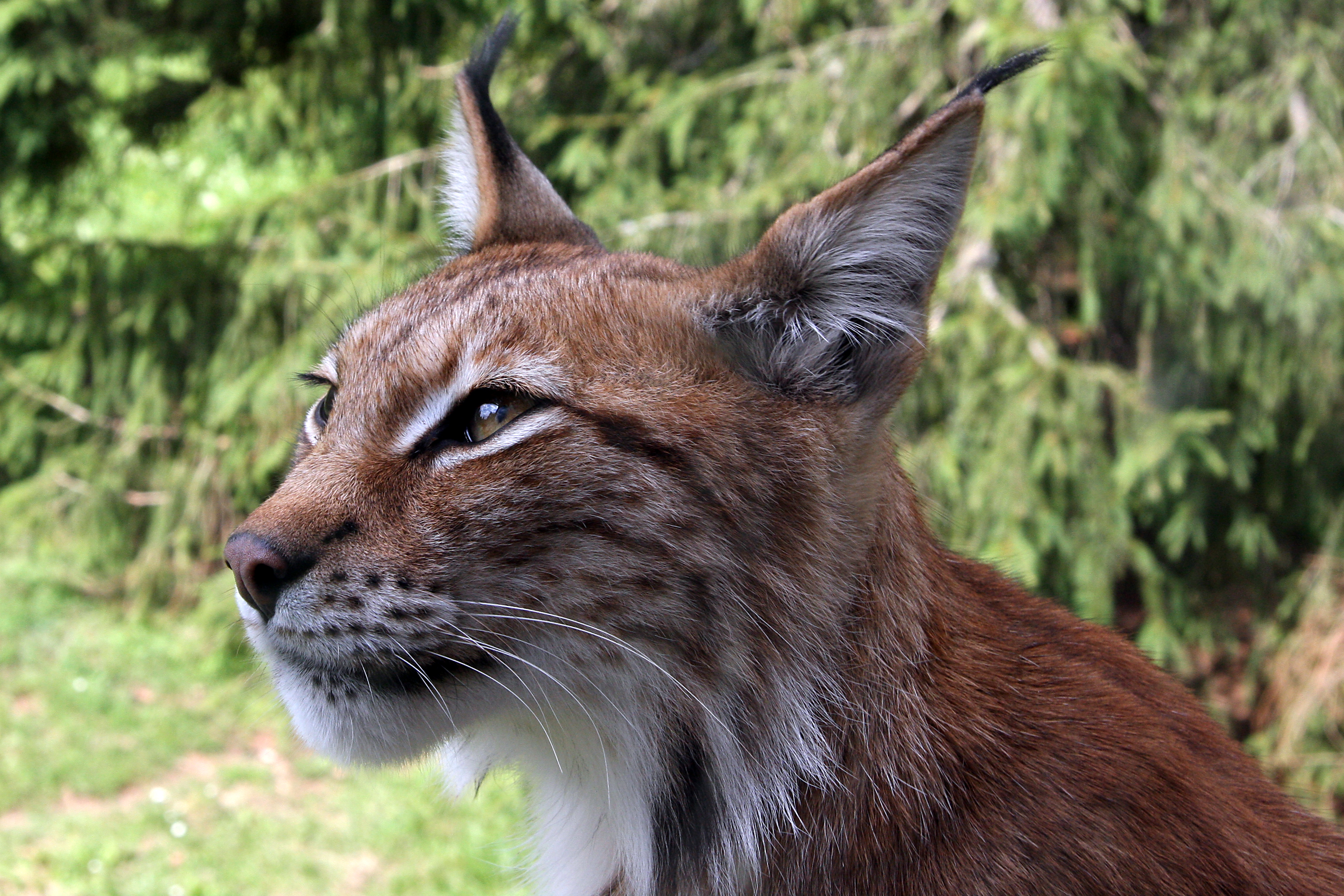
一只亞歐猞猁，拍摄于瑞典南部斯科讷动物园。

猞猁曾在欧亚大陆由东至西的大部分森林、灌丛和岩石地带生存，由于人类活动，森林面积破碎化和缩小，城市化的逐渐加剧导致它们的栖息地越来越少，猎物也不如过去丰富。栖息地和人类居住区的重叠导致它们有时不得不对人类饲养的牲畜下手，于是它们也常成为牧场主人们的牺牲品。
猞猁在歐洲一度非常常见，但在中世纪以后的一段黑暗年代里，猞猁被当作害兽被欧洲的人类广泛捕杀。那时候除了认为它们威胁家畜以外，竟然还被人们臆想为是魔鬼的象征，就因为它们耳朵上的那撮丛毛，虔诚的信徒认为猞猁是“撒旦”的象征。于是凶险的陷阱、下毒等等都派上了用场。这些胆小的动物为了躲避人类的莫名清剿，而不断躲藏到更高的山和更深的密林中，到了19世纪，猞猁已经在欧洲许多国家被彻底赶尽杀绝。直到20世纪70年代，人们才开始意识到应该恢复这个物种的种群。

## 亞种
- Lynx lynx lynx：北歐、中歐、东歐以及西伯利亞西部；
- Lynx lynx dinniki：高加索山脉；
- Lynx lynx isabellinus：中亞地区；
- Lynx lynx koslowi：西伯利亞中部；
- Lynx lynx sardiniae：撒丁岛，已绝灭；
- Lynx lynx stroganovi：俄罗斯远东地区；
- Lynx lynx wrangelli：西伯利亞东部；
- Lynx lynx martinoi：巴尔干半岛；

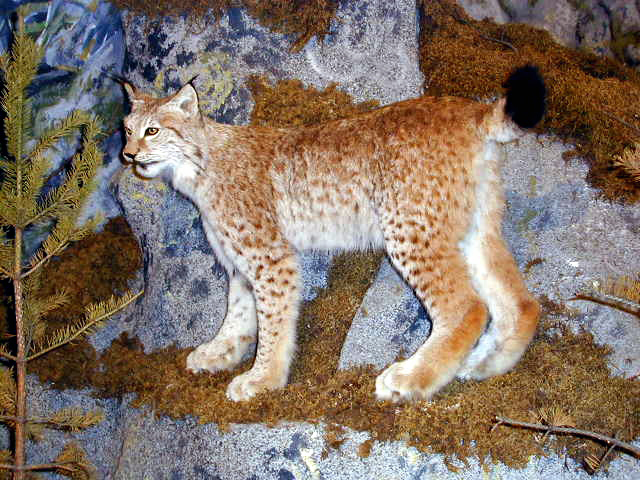
北歐猞猁(Lynx lynx lynx)